# Surnom des équipes nationales de football
 (août 2012).
Les équipes nationales de football sont familièrement appelées par un surnom. Pour la plupart d'entre elles, le surnom a un rapport avec la couleur du maillot (les bleus de France, les diables rouges de Belgique etc.). Le Brésil et l'Allemagne sont surnommés simplement par rapport au mot équipe dans la langue nationale du pays en question.

## Europe (UEFA)
| Sélection            | Surnom                                                                                             | Traduction / Remarque |
| -------------------- | -------------------------------------------------------------------------------------------------- | --- |
| Albanie              | Kuq e Zinjtë                                                                                       | Les Rouges et Noirs |
| Allemagne            | Die Nationalmannschaft                                                                             | L'Équipe nationale |
| Allemagne            | Die Mannschaft                                                                                     | L'Équipe |
| Andorre              | Tricolors                                                                                          | Les Tricolores |
| Angleterre           | The Three Lions                                                                                    | Les Trois lions (Trois léopards issus des armoiries de l'Angleterre) |
| Arménie              | Լեռնականներ (Lernakanner)                                                                          | Les Montagnards |
| Arménie              | Արարատ (Ararat)                                                                                    | Référence au Mont Ararat, montagne symbole du pays |
| Azerbaïdjan          | Odlar Yurdu                                                                                        | « L'équipe de la Terre de feu », surnom de l'Azerbaïdjan |
| Autriche             | Das Team                                                                                           | L'Équipe |
| Autriche             | Die Rot-Weiss-Roten                                                                                | Les Rouges-Blancs-Rouges |
| Autriche             | Das Wunderteam                                                                                     | La Super équipe (Surnom de l'équipe nationale d'Autriche entre 1930 et 1933) |
| Belgique             | De rode Duivels (en néerlandais), Les Diables rouges (en français), Die roten Teufel (en allemand) | Les Diables rouges |
| Belgique             | Les Diablotins                                                                                     | Pour la sélection de jeunes |
| Belgique             | The Red Flames                                                                                     | Pour la sélection féminine |
| Biélorussie          | Сборная (Sbornaya)                                                                                 | La Sélection |
| Bosnie-Herzégovine   | Zlatni ljiljani                                                                                    | Les Lys dorés |
| Bosnie-Herzégovine   | Zmajevi                                                                                            | Les Dragons |
| Bulgarie             | Лъвовете (Lavovete)                                                                                | Les Lions |
| Bulgarie             | Трикольорите                                                                                       | Les Tricolores |
| Chypre               | Galanolefki (Γαλανόλευκι)                                                                          | Les Bleus et Blancs |
| Croatie              | Vatreni                                                                                            | Les Ardents |
| Croatie              | Kockasti                                                                                           | « Les Damiers », référence aux armoiries nationales |
| Danemark             | Danish Dynamite                                                                                    | Les Dynamites danoises |
| Écosse               | The Tartan football team                                                                           | L'équipe au Tartan |
| Écosse               | The Tartan Army                                                                                    | L'armée au tartan (surnom donné aux supporters de l'équipe nationale d'Écosse) |
| Espagne              | La Selección                                                                                       | La Sélection |
| Espagne              | La Furia Roja                                                                                      | La Furie rouge |
| Espagne              | La Roja                                                                                            | La Rouge |
| Espagne              | La Furia                                                                                           | La Furie |
| Estonie              | Sinisärgid                                                                                         | Les Bleus |
| Îles Féroé           | Landslidid                                                                                         | L'équipe nationale |
| Finlande             | Huuhkajat                                                                                          | « Les Grands-Ducs ». Lors du match Finlande-Belgique en 2007 pour les éliminatoires de l'Euro, un grand-duc se posa sur la barre transversale d'un but pendant le match, alors que le score était de 0-0. Il a fallu interrompre le match, mais l'oiseau devint un porte-bonheur car la Finlande gagna le match 2-0. Depuis les Grands-Ducs est devenu le surnom de l'équipe nationale finlandaise. |
| France               | Les Bleus                                                                                          | Bleuets (sélection de jeunes), Bleues (sélection féminine), Bleuettes (sélection féminine jeune) |
| France               | Les Tricolores                                                                                     | |
| Géorgie              | ჯვაროსნები (Jvarosnebi)                                                                            | Les Croisés |
| Grèce                | Το Πειρατικό (To Piratiko)                                                                         | Le Bateau pirate |
| Grèce                | Ἑλλάς (Hellás)                                                                                     | La Grèce |
| Hongrie              | Valogatott                                                                                         | L'équipe nationale |
| Hongrie              | Mágikus Magyarok                                                                                   | Les Magyars magiques (Surnom de l'équipe nationale de Hongrie dans les années cinquante) |
| République d'Irlande | The Boys in Green                                                                                  | Les Gars en vert |
| Irlande du Nord      | Green & White Army                                                                                 | L'armée verte et blanche |
| Irlande du Nord      | Norn Iron                                                                                          | (surnom donné à l'Irlande du Nord par ces habitants. Sa graphie vient de la manière dont le nom du pays est prononcé avec l'accent irlandais) |
| Islande              | Strákarnir okkar                                                                                   | Nos Gars |
| Israël               | הכחולים-לבנים (HaCkhulim-Levanim)                                                                  | Les Bleu et Blanc (Couleurs du drapeau israélien) |
| Israël               | הנבחרת (HaNivkheret)                                                                               | L'Équipe élue (Allusion à la notion de peuple élu présente dans l'Ancien Testament) |
| Italie               | Azzurri                                                                                            | Les Bleus (Bleu et blanc sont les couleurs de la Maison de Savoie) |
| Italie               | Squadra Azzurra                                                                                    | L'équipe bleue (ce surnom est plutôt utilisé à l'étranger) |
| Kazakhstan           | Kazakhstanskie barsy                                                                               | Les Léopards des neiges |
| Lettonie             | Izlase                                                                                             | L'équipe nationale |
| Liechtenstein        | Nati (abréviation de Nationalmannschaft)                                                           | L'Équipe nationale |
| Lituanie             | Rinktine                                                                                           | L'Équipe nationale |
| Luxembourg           | D'Roud Léiwen                                                                                      | Les Lions Rouges (Le Lion de Limbourg) |
| Macédoine du Nord    | Црвени Лавови (Crveni Lavovi)                                                                      | Les Lions rouges (Prospérité du lion d'or sur broderie traditionnelle rouge de Korenich-Neorich) |
| Macédoine du Nord    | Црвено-Жолти (Crveno-Žolti)                                                                        | Les Rouges et Jaunes (Soleil de Vergina, soleil d'or sur broderie traditionnelle rouge) |
| Malte                | Il-Kavallieri                                                                                      | Les Chevaliers (Ordre de Saint-Jean de Jérusalem à Malte) |
| Malte                | The Knights of St John                                                                             | Les Chevaliers de St Jean (Ordre de Saint-Jean de Jérusalem à Malte) |
| Moldavie             | Selectionata Nationala                                                                             | La Sélection nationale |
| Monténégro           | Hrabri Sokoli                                                                                      | Les Faucons courageux |
| Pays-Bas             | Oranje                                                                                             | Les Oranges (La tunique orange traditionnelle tire sa couleur du premier drapeau néerlandais. Le Prinsenvlag ou drapeau du prince, né de la révolte des 16e et 17e siècles contre la domination espagnole, reprenait les trois couleurs héraldiques de Guillaume Ier d'Orange-Nassau, à savoir le orange, le blanc et le bleu)                                                                      |
| Norvège              | Drillos                                                                                            | (surnom de l'équipe qualifiée pour la Coupe du monde 1994 et 1998 sous l'égide du sélectionneur Egil "Drillo" Olsen) |
| Pays de Galles       | The Dragons, Y Dreigiau (en gallois)                                                               | Les Dragons (Animal symbolique du Pays de Galles) |
| Pologne              | Biało-czerwoni                                                                                     | Les Blancs et rouges |
| Pologne              | Białe Orły                                                                                         | Les Aigles blancs |
| Portugal             | Selecção das quinas                                                                                | La Sélection des quinas (Quina est un mot en portugais qui signifie « groupe de cinq ». Référence aux cinq écus, chacun avec cinq pièces d'argent, sur le drapeau du Portugal) |
| Portugal             | A Selecção                                                                                         | La Sélection |
| Tchéquie             | Reprezentace                                                                                       | La Représentation (La Sélection) |
| Roumanie             | Tricolorii                                                                                         | Les Tricolores |
| Russie               | Сборная (Sbornaja)                                                                                 | La Sélection |
| Russie               | Сбо́рная команда (Sbornaja komanda)                                                                 | L'Équipe des sélectionnés |
| Saint-Marin          | La Serenissima                                                                                     | La Sérénissime (en référence à la République sérénissime de Saint-Marin) |
| Slovaquie            | Repre (abréviation de Národná reprezentácia)                                                       | La Représentation (La Sélection) |
| Slovaquie            | Naši                                                                                               | Les Nôtres |
| Slovénie             | Zmajceki                                                                                           | Les Dragons (en référence au dragon, symbole de la capitale de la Slovénie : Ljubljana) |
| Serbie               | Бели Орлови (Beli Orlovi) Орлићи, Orlići                                                           | Les Aigles blancs, en référence à l'Aigle Bicéphales de l'armoirie serbe depuis 1166 sélection de jeune : les aiglons |
| Suède                | Blågult                                                                                            | Les Bleus et Jaunes |
| Suisse               | La Nati (abréviation de Nationalmannschaft), Schweizer Nati (en allemand)                          | L'Équipe nationale, L'équipe nationale suisse (en allemand) |
| Suisse               | Rossocrociati (en italien)                                                                         | Les rouges à croix-blanche (en italien) |
| Suisse               | Les Rougets                                                                                        | (sélection de jeunes) |
| Turquie              | Ay-Yıldızlılar                                                                                     | Lune aux étoiles (en référence au drapeau de la Turquie) |
| Ukraine              | Жовто-Блакитні (Zhovto-Blakytni)                                                                   | Les Jaunes et Bleus |
| Ukraine              | Збірна (Zbirna), Сборная (Sbornaya)                                                                | La Sélection |

## Afrique (CAF)
| Sélection            | Surnom | Traduction / Remarque |
| -------------------- | --- | --- |
| Afrique du Sud       | Bafana Bafana | Les Garçons |
| Afrique du Sud       | Banyana Banyana | Les Filles (équipe féminine) |
| Afrique du Sud       | Amaglug-glug | (équipe de jeunes - bruit de l'essence coulant dans un réservoir. Le sponsor principal étant une compagnie pétrolière)               |
| Algérie              | الخضر El Khadra | Les Verts |
| Algérie              | الأفناك | Les Fennecs |
| Algérie              | محاربي الصحراء muharibi alsahra | Les Guerriers du désert |
| Angola               | As Palancas Negras | Les Antilopes noires |
| Bénin                | Les Écureuils puis Les Guépards | |
| Botswana             | Zebras | Les Zèbres |
| Burkina Faso         | Les Étalons | |
| Burundi              | Intamba mu Rugamba | Les Hirondelles |
| Cameroun             | Les Lions Indomptables | |
| Cap-Vert             | Os Tubarões Azuis | Les Requins bleus |
| Cap-Vert             | Os Crioulos | Les Créoles |
| Comores              | Les Cœlacanthes | (poisson préhistorique qu'on croyait éteint et qui a réapparu au large des Comores)                                                  |
| Congo                | Les Diables Rouges | |
| RD Congo             | Les Léopards | |
| Côte d'Ivoire        | Les Éléphants | |
| Djibouti             | Les requins de la mer rouge | |
| Égypte               | الفراعنة (Al-Fara'enah) | Les Pharaons |
| Érythrée             | Red Sea boys | Les Gars de la Mer Rouge |
| Éthiopie             | Walya Antelopes | Les Antilopes Walya (nom exact de cet animal en français = Bouquetin d'Abyssinie)                                                    |
| Gabon                | Les Panthères | |
| Gabon                | (anciennement Azingo en référence à un lac du Gabon) ce changement de dénomination est justifié par le sens du terme azingo qui signifie malchance. | |
| Gambie               | Scorpions | Les Scorpions |
| Ghana                | Black Stars | Les Étoiles Noires (en référence à l'étoile noire du drapeau du Ghana)                                                               |
| Ghana                | Black Meteors | Les Météorites noires (équipes des moins de 20 ans)                                                                                  |
| Ghana                | Black Starlets | Les Petites Étoiles Noires (équipe des moins de 17 ans)                                                                              |
| Ghana                | Black Satellites | Les Satellites Noires (équipe olympique)                                                                                             |
| Guinée               | Le Sily national | L'Éléphant national (Sily = éléphant en Soussou)                                                                                     |
| Guinée-Bissau        | Os Djurtus | Les Lycaons |
| Guinée équatoriale   | Nzalang Nacional | L'Éclair national (Nzalang = éclair en Fang)                                                                                         |
| Guinée équatoriale   | Veve Nacional | L'Éclat national (Veve = éclat en Fang)                                                                                              |
| Kenya                | Harambee Stars | Les Étoiles de l'Harambee (Harambee veut dire veut dire "nous collaborerons" en Swahili. Ce terme figure sur les armoiries du Kenya) |
| Lesotho              | Likuena | Les Crocodiles |
| Liberia              | Lone Stars | Les Étoiles Uniques (en référence à l'étoile figurant sur le drapeau du Libéria)                                                     |
| Libye                | Les Chevaliers de la Méditerranée | Les Chevaliers de la Méditerranée (Les Verts ancien surnom faisait référence au régime de Khadafi)                                   |
| Madagascar           | Les Bareas | Zébu de Madagascar (cet animal figure sur les armoiries de Madagascar)                                                               |
| Malawi               | The Flames | Les Flammes (le mot "Malawi" signifie flammes en Chichewa)                                                                           |
| Mali                 | Les Aigles | |
| Maroc                | Les Lions de l'Atlas | (en arabe : اسود الاطلاس) |
| Maurice              | Les Dodos | (Le dodo est l'oiseau emblématique de l'île Maurice)                                                                                 |
| Maurice              | Club M | |
| Mauritanie           | Les Mourabitounes | (Murabitun (Almoravides en français) est le nom d'une ancienne dynastie ayant régné sur le Maghreb)                                  |
| Mozambique           | Os Mambas | Les Mambas (serpent le plus dangereux d'Afrique)                                                                                     |
| Namibie              | Brave Warriors | Les Guerriers courageux |
| Niger                | Les Menas | (espèce d'antilope) |
| Nigeria              | Super Eagles | Les Supers Aigles |
| Nigeria              | Super Falcons | Les Supers Faucons (équipe féminine)                                                                                                 |
| Ouganda              | The Cranes | Les Grues (en référence à l'animal représenté sur le drapeau de l'Ouganda)                                                           |
| La Réunion           | Club R | |
| Rwanda               | Amavubi | Les Guêpes (en Kinyarwanda) |
| Centrafrique         | Les Fauves du Bas-Oubangui | (en référence à la rivière Oubangui)                                                                                                 |
| Sao Tomé-et-Principe | Os Verde-Amarelos | Les Vert et Jaune |
| Sénégal              | Les Lions | |
| Sénégal              | Les Lions de la Teranga | (surnom donné à l'étranger afin de les distinguer des Lions Indomptables du Cameroun - Teranga signifie hospitalité en Wolof)        |
| Seychelles           | Pirates | Les Pirates |
| Sierra Leone         | Leone Stars | Les Étoiles du Leone (Leone vient du mot Lion en espagnol)                                                                           |
| Somalie              | The Ocean Stars | Les Étoiles de l'Océan |
| Soudan               | صقور الجديان (Sokoor Al-Jediane) | Les Faucons du Desert |
| Soudan               | Nile Crocodiles | Les Crocodiles du Nil (en référence au principal fleuve du Soudan)                                                                   |
| Eswatini             | Sihlangu Semnikati | Le Bouclier du Roi (en Swati, fait référence au bouclier du roi figurant sur le drapeau du Swaziland)                                |
| Tanzanie             | Taifa Stars | Les Étoiles du Pays (le mot Taifa signifie pays en Swahili)                                                                          |
| Tanzanie             | Kilimanjaro Stars | Les Étoiles du Kilimandjaro (le Kilimandjaro étant la montagne emblématique de la Tanzanie)                                          |
| Tchad                | Les Sao | (les Sao sont une ancienne population d'Afrique centrale ayant vécu, entre autres, au Tchad)                                         |
| Togo                 | Les Éperviers | |
| Tunisie              | نسور قرطاج (Les Aigles de Carthage) | (l'aigle était un symbole de la civilisation de Carthage qui fit la gloire de la Tunisie)                                            |
| Zambie               | Chipolopolo | Les Boulets de Cuivre (le cuivre est une des richesses de la Zambie)                                                                 |
| Zimbabwe             | The Warriors | Les Guerriers |

## Asie (AFC)
| Sélection           | Surnom                                  | Traduction / Remarque |
| ------------------- | --------------------------------------- | --- |
| Afghanistan         | شیران خراسان (Shiran-e-khurasaan)       | lions de khurasaan |
| Arabie saoudite     | الصقور العربية (al-Ṣuqūr al-‘Arabiyyah) | Les Faucons Arabes |
| Arabie saoudite     | الصقور الخضراء (al-Ṣuqūr al-‘Khdara)    | Les Faucons Verts |
| Arabie saoudite     | أبناء الصحراء (abna' alsahra)           | Les Fils du Désert |
| Australie           | Socceroos                               | (contraction des mots "soccer" (= football) et kangaroos (= kangourous - animal emblématique de l'Australie)                   |
| Australie           | Matildas                                | (équipe féminine - en référence à Waltzing Matilda, l'une des chansons folkloriques australiennes les plus connues)            |
| Bahreïn             | Al Theeb Al Ahmar                       | Les Loups Rouges |
| Bangladesh          | Bengal Tigers                           | Les Tigres du Bengale |
| Bhoutan             | Druk XI                                 | Le Onze au Dragon (en référence à l'animal emblématique du Bhoutan figurant sur le drapeau national)                           |
| Birmanie            | The White Angels                        | Les Anges Blancs |
| Brunei              | Tebuan                                  | Les Guêpes |
| Cambodge            | The Royals                              | Les Rois (ou littéralement La Famille Royale)                                                                                  |
| Chine               | 万里长城 (Wànlǐ Chángchéng)             | La Grande Muraille |
| Corée du Nord       | Chollima                                | (en référence à un cheval mythique qui est trop rapide pour être monté et qui parcourt 1000 lieues par jour)                   |
| Corée du Sud        | 태극전사 / 太極戰士 (Taegeuk Jeonsa)    | Les Guerriers Taegeuk (en référence aux armoiries de la Corée du Sud)                                                          |
| Corée du Sud        | 붉은 악마                               | Les Diables Rouges |
| Émirats arabes unis | الصقور (Al Sukoor)                      | Les Faucons |
| Guam                | Matao                                   | Courage (en référence à la caste supérieure de la société chamorro)                                                            |
| Inde                | द वंडर बॉइज                               | Les Gars Fabuleux |
| Inde                | Bhangra Boys                            | Les Gars du Bhangra (Le bhangra est un style de danse et de musique indienne provenant de la région du Panjâb)                 |
| Indonésie           | Timnas ou Tim Nasional                  | L'Équipe nationale |
| Indonésie           | Garuda                                  | (Garuda est un oiseau fabuleux de la mythologie hindouiste et bouddhiste)                                                      |
| Indonésie           | Merah Putih                             | Les Rouges et Blancs |
| Irak                | اسود الرافدين (Asood Al Rafidain)       | Les Lions de Mésopotamie |
| Iran                | تیم ملی (Tīm Mellī)                     | L'Équipe nationale |
| Iran                | Shirants Perse                          | Les Lions de Perse |
| Japon               | サムライ・ブルー                        | Les Samouraïs Bleus |
| Japon               | サッカー日本代表 (Sakkā Nippon Daihyō)  | L'Équipe nationale |
| Jordanie            | النشامى (Al Nashama)                    | Les Courageux |
| Koweït              | Al Azraq                                | Les Bleus |
| Laos                | ທິມຊາດ (Thimsad)                         | L'équipe nationale |
| Liban               | Al Aarz                                 | Les Cèdres (en référence à l'arbre emblématique figurant sur le drapeau du Liban)                                              |
| Malaisie            | Harimau Malaya                          | Les Tigres Malais |
| Oman                | آل الأحمر (Al Ahmar)                    | Les Rouges |
| Oman                | Al Khanajar Al Omania                   | Les Poignards Omanais |
| Ouzbékistan         | Оқ Бўрилар                              | Les Loups Blancs |
| Palestine           | فرسان (Al Fursan)                       | Les Chevaliers |
| Philippines         | Tri-Stars                               | (en référence aux trois étoiles du drapeau philippin)                                                                          |
| Philippines         | Azkals                                  | Les Chiens errants (ce surnom péjoratif a été donné à la suite des piètres performances de l'équipe nationale des Philippines) |
| Qatar               | انها المارون (Al Annabi)                | Les Marrons |
| Singapour           | The Lions                               | Les Lions |
| Sri Lanka           |                                         | Les braves rouges |
| Syrie               | نسور الشام                              | Les Aigles de Damas |
| Syrie               | نسور الشام                              | Les Aigles de Qasyoun (en référence au Mont Qasyoun montagne emblématique de la Syrie)                                         |
| Tadjikistan         | تاج                                     | La Couronne (en référence à la couronne présente sur le drapeau du Tadjikistan)                                                |
| Thaïlande           | ช้างศึก (Changsuk)                        | Les Éléphants de Guerre |
| Timor oriental      | O Sol Nascente                          | Le Soleil Levant |
| Turkménistan        | Akhal-Teke                              | Les Chevaux Noirs |
| Vietnam             | Những Chiến binh Sao Vàng               | Les Guerriers Étoiles D'or, en référence au drapeau national                                                                   |
| Yémen               | اليمن السعي (Al-Yemen A'sa'eed)         | Le Yémen Heureux |

## Amérique du Sud (CONMEBOL)
| Sélection | Surnom           | Traduction / Remarque |
| --------- | ---------------- | --- |
| Argentine | La Albiceleste   | Les Blancs et Ciel |
| Bolivie   | La Verde         | La Verte |
| Brésil    | Seleção          | La Sélection |
| Brésil    | Auriverdes       | Les Verts et Or |
| Brésil    | Canarinho        | Le Petit Canari |
| Brésil    | Canarinhas       | (équipe féminine) |
| Chili     | La Roja          | La Rouge |
| Chili     | La Roja de todos | La Rouge de tous |
| Colombie  | Los Cafeteros    | Les Fabricants de Café |
| Colombie  | El Tricolor      | Le Tricolore |
| Équateur  | La Tri           | La Tricolore |
| Paraguay  | La Albirroja     | La Blanche et Rouge |
| Paraguay  | Los Guaraníes    | Les Guarani (Peuple amérindien qui vit au Paraguay, surnom donné aux paraguayens en général) |
| Pérou     | La Blanquirroja  | La Blanche et Rouge |
| Pérou     | La Rojiblanca    | La Rouge et Blanche |
| Pérou     | La Bicolor       | La Bicolore |
| Pérou     | La Selecion Inca | La Sélection Inca (Cuzco est la capitale d'Inca ) |
| Uruguay   | La Celeste       | Les Bleu ciel (l'équipe d'Uruguay jouait avec de nombreux maillots différents, c'est avec un maillot bleu ciel qu'il remportèrent leur premier succès international en 1910. Le surnom La Celeste est resté depuis) |
| Venezuela | La Vinotinto     | Les Bordeaux (en référence à la couleur des maillots de l'équipe du Venezuela qui sont rouge couleur vin) |

## Amérique du Nord, Amérique centrale et Caraïbes (CONCACAF)
| Sélection                       | Surnom                | Traduction / Remarque |
| ------------------------------- | --------------------- | --- |
| Anguilla                        | Rainbow's Warriors    | Les Guerriers de l'Arc-en-ciel |
| Anguilla                        | Soccer Dolphins       | Les Dauphins Footballeurs (en référence aux dauphins présents sur le drapeau d'Anguilla)                                               |
| Bahamas                         | Rake n' Scrape Boyz   | Les Gars du Rake n' Scrape (en référence à un genre musical des Bahamas)                                                               |
| Bahamas                         | The Baha Boyz         | Les Gars de Baha |
| Barbade                         | Bajan Tridents        | Les Tridents Bajan (le trident fait référence à l'emblème de la Barbade tandis que "Bajan" est le surnom des habitants de la Barbarde) |
| Bermudes                        | Gombey Warriors       | Les Guerriers du Gombey (en référence à une danse traditionnelle des Bermudes)                                                         |
| Belize                          | Jaguars               | Les Jaguars |
| Canada                          | Canucks               | (surnom anglais donné aux canadiens en général)                                                                                        |
| Canada                          | Les Rouges            | |
| Costa Rica                      | Los Ticos             | (surnom donné aux Costariciens en général)                                                                                             |
| Costa Rica                      | La Sele               | La Sélection |
| Costa Rica                      | La Tricolor           | La Tricolore |
| Cuba                            | Los Leones del Caribe | Les Lions des Caraïbes |
| États-Unis                      | Yanks                 | Les Yankees (surnom péjoratif donné aux Américains en général)                                                                         |
| États-Unis                      | Stars and Stripes     | Etoiles et Rayures (en référence au drapeau des États-Unis)                                                                            |
| Grenade                         | Spice Boys            | Les Gars Épicés (La Grenade a été surnommée "l'île aux épices")                                                                        |
| Guadeloupe                      | Les Gwada Boys        | Les Gars de la Guadeloupe |
| Guatemala                       | Los Chapines          | (surnom donné aux Guatémaltèques en général)                                                                                           |
| Guatemala                       | La Celeste y Blanco   | La Ciel et Blanc |
| Guatemala                       | La Bicolor            | La Bicolore |
| Guyana                          | Golden Jaguars        | Les Jaguars Dorés |
| Haïti                           | Les Rouges et Bleus   | (en référence au drapeau d'Haïti) |
| Haïti                           | Les Grenadiers        | Les Grenadiers |
| Honduras                        | Los Catrachos         | (surnom donné aux Honduriens en général)                                                                                               |
| Honduras                        | La H                  | (par tradition l'équipe du Honduras arbore un H sur son maillot)                                                                       |
| Honduras                        | La Bicolor            | La Bicolore |
| Îles Vierges des États-Unis     | The Dashing Eagle     | L'Aigle Fringant |
| Îles Vierges britanniques       | Nature Boyz           | Les Gars de la Nature |
| Jamaïque                        | Reggae Boyz           | Les Gars du Reggae (en référence à un genre musical des de la Jamaïque)                                                                |
| Jamaïque                        | Reggae Girlz          | (équipe féminine) |
| Martinique                      | Les Matinino          | (en référence à l'ancien nom de la Martinique)                                                                                         |
| Mexique                         | El Tricolor, El Tri   | La Tricolore (en référence aux trois couleurs du drapeau du Mexique)                                                                   |
| Montserrat                      | Emerald Boys          | Les Gars Émeraude (en référence à la couleur verte de leurs maillots)                                                                  |
| Nicaragua                       | La Azul y Blanco      | La Bleu et Blanc |
| Nicaragua                       | Los Nicas             | Les Nicas |
| Nicaragua                       | Albiazules            | Les Blancs et Bleus |
| Nicaragua                       | Los Pinoleros         | Surnom donné aux Nicaraguayens en général d'après le Pinol.                                                                            |
| Panama                          | Los Canaleros         | Ceux du Canal (en référence au Canal de Panama)                                                                                        |
| Panama                          | Marea Roja            | La Marée Rouge (en référence à la couleur rouge de leurs maillots)                                                                     |
| Porto Rico                      | El Huracán Azul       | L'Ouragan Bleu |
| Porto Rico                      | Los Boriqcuas         | (surnom donné aux Portoricains en général)                                                                                             |
| Porto Rico                      | Coqui Warriors        | Les Guerriers au Coqui (le coqui étant une petite grenouille que l'on trouve sur l'île de Porto Rico)                                  |
| Porto Rico                      | Monoestrellada        | Celle à l'unique étoile (en référence au drapeau de Porto Rico)                                                                        |
| République dominicaine          | Los Quisqueyanos      | (surnom donné aux habitants de la République dominicaine en général, Quisqueya le nom donné à l'île par les indigènes)                 |
| Saint-Christophe-et-Niévès      | Sugar Boyz            | Les Gars du Sucre (en référence à la canne à sucre produite sur ces îles)                                                              |
| Saint-Vincent-et-les-Grenadines | Vincy Heat            | La Chaleur de St-Vincent |
| Salvador                        | La Selecta            | La Sélection |
| Salvador                        | Los Cuscatlecos       | (surnom donné aux Salvadoriens en général, Cuscatlán est le nom originel du Salvador)                                                  |
| Suriname                        | Suriboys              | Les Gars du Surinam |
| Trinité-et-Tobago               | Soca Warriors         | Les Guerriers de la Soca (référence au genre musical caribéen et à une danse particulièrement populaires à Trinité-et-Tobago)          |

## Océanie (OFC)
| Sélection                 | Surnom             | Traduction / Remarque                                                                                      |
| ------------------------- | ------------------ | --- |
| Fidji                     | Bula Boys          | Les Gars du Bula (« Bula » veut dire "Salut" ou "Bienvenu" en fidjien)                                     |
| Îles Salomon              | Pacific Brazilians | Les Brésiliens du Pacifique (en référence à leurs couleurs, le jaune et le bleu)                           |
| Micronésie                | The Four Stars     | Les Quatre Étoiles (en référence au drapeau de la Micronésie)                                              |
| Nouvelle-Calédonie        | Les Cagous         | (en référence à l'oiseau emblématique de la Nouvelle-Calédonie)                                            |
| Nouvelle-Zélande          | All Whites         | Les Tout Blancs (par opposition aux cousins rugbymen les All Blacks qui jouent eux entièrement en noir)    |
| Nouvelle-Zélande          | Kiwis              | (surnom donné en général aux Néozélandais en référence à l'oiseau emblématique vivant sur ces îles)        |
| Nouvelle-Zélande          | Football Ferns     | La Fougère (pour l'équipe féminine en référence à la plante emblématique de la Nouvelle-Zélande)           |
| Papouasie-Nouvelle-Guinée | Kapuls             | Les Couscous (nom du mammifère emblématique de la Papouasie-Nouvelle-Guinée en Tok Pisin la langue locale) |
| Samoa                     | Manumea            | (en référence à l'oiseau emblématique des îles Samoa)                                                      |
| Tahiti                    | Toa Aito           | Guerrier de fer                                                                                            |